# Preuve sans mots
Ne doit pas être confondu avec Explication avec les mains.
En mathématiques, une preuve sans mots (ou une démonstration visuelle) est une démonstration d'une identité (ou d'une affirmation mathématique plus générale) à l'aide d'un diagramme la rendant évidente, sans qu'un texte plus explicite le commentant soit nécessaire. Quand le diagramme n'en illustre qu'un cas particulier, il faut que sa généralisation ne demande au lecteur qu'un effort minimal. Malgré les risques qu'elles présentent, ces démonstrations sont souvent considérées comme plus élégantes que des preuves mathématiquement plus rigoureuses.

## Exemples
Compte tenu de la définition de ces preuves, les commentaires qui suivent devraient être presque complètement redondants, pour quiconque connait le résultat à démontrer ; on trouvera cependant des analyses plus détaillées des premières dans l'article algèbre géométrique, cet article donnant également un historique de certaines de ces preuves, et offrant quelques considérations sur la valeur qu'il faut leur accorder.

Une preuve sans mots de ce que la somme des nombres impairs est un carré parfait.

### Somme des nombres impairs
La somme des entiers impairs de 1 à 2n − 1 est un carré parfait ; plus précisément, elle vaut n2. La preuve sans mots représentée à droite consiste à ajouter des bandes successives (ici, alternativement noires et blanches) formées d'un nombre impair de carreaux, pour obtenir une suite croissante de carrés, et ce indéfiniment.

### Somme des puissances des entiers
Les formules donnant la somme des puissances k-ièmes des {\displaystyle n} premiers entiers (formules de Faulhaber) peuvent être démontrées visuellement pour {\displaystyle k} = 1, 2 ou 3 ; la jolie preuve visuelle ci-dessous illustre le fait que
elle demande cependant une observation plus attentive que la précédente pour être convaincante.

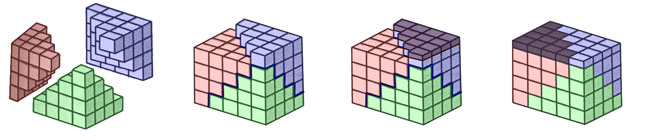
Les trois pyramides ont pour même volume la somme des carrés de 1 à n (n = 4 dans cette illustration) ; le parallélépipède final est de côtés n, n+1 et n+1/2, d'où la formule de Faulhaber pour la somme des carrés.

Preuve sans mots de la formule

En revanche, la preuve visuelle ci-contre, proposée par Solomon W. Golomb, de ce que la somme des cubes des entiers de 1 à {\displaystyle n} est égale au carré de la somme de ces mêmes entiers, semble difficilement pouvoir se passer de quelques commentaires (expliquant par exemple que les {\displaystyle k} carrés additionnés dans chaque bande sont eux-mêmes de côté {\displaystyle k}) ; Nelsen la considère cependant comme une preuve sans mots à part entière.

### Théorème de Pythagore

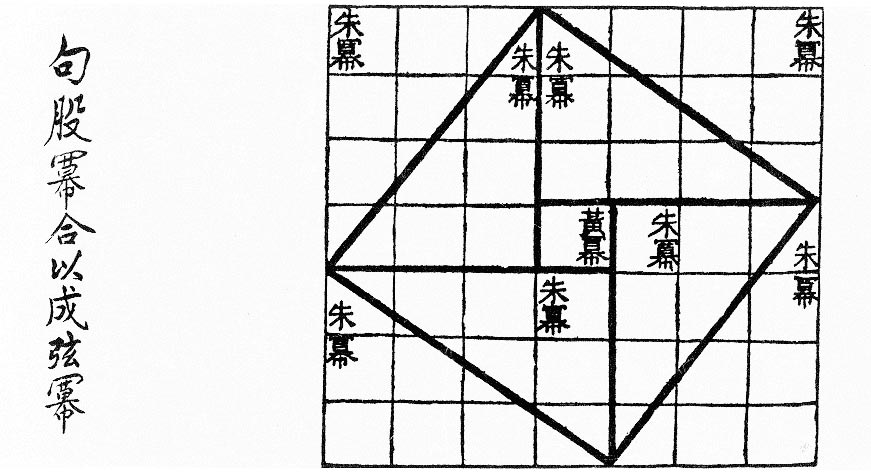
Une preuve sans mots du théorème de Pythagore pour un triangle rectangle de longueur 3 et 4, d'après le Zhoubi Suanjing.

Le théorème de Pythagore possède de nombreuses preuves sans mots ; celle de droite (adaptée du Zhoubi Suanjing, un recueil chinois d'avant l'ère chrétienne), si elle n'est pas la plus parlante, a le mérite d'être l'une des plus anciennes démonstrations connues de ce théorème, et repose sur deux calculs différents de l'aire du grand carré, donnant la célèbre relation entre les côtés {\displaystyle a^{2}+b^{2}=c^{2}}. Cette démonstration demande plus d'efforts au lecteur que les précédentes (il faut voir que les 4 triangles rectangles se replient vers l'intérieur du carré médian sans changer d'aire, puis utiliser l'identité {\displaystyle a^{2}+b^{2}=(a-b)^{2}+2ab}), mais est cependant considérée également par Nelsen comme un exemple de preuve sans mots. La figure ci-dessous est la reconstitution moderne (et animée) d'une version ultérieure, ne demandant plus aucun calcul.

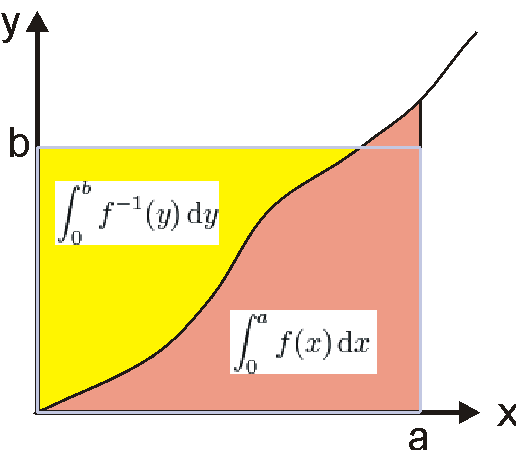
L'aire du rectangle (ab) ne peut dépasser la somme des aires correspondant à l'intégrale de la fonction (en rouge) et de la fonction (en jaune)

### Inégalité de Young
Le diagramme ci-contre donne une preuve graphique très simple de l'inégalité de Young : {\displaystyle ab\leq \int _{0}^{a}f(x)dx+\int _{0}^{b}f^{-1}(y)dy} (où f est une fonction continue croissante telle que f(0)=0).
Il interprète les deux intégrales comme deux aires bordées par le graphe de f , et permet même de montrer facilement que l'égalité entre les deux termes n'a lieu que si b=f(a).

### Partage d'un disque

Une preuve sans mots du théorème de la pizza dans le cas particulier de 8 secteurs par Carter & Wagon (1994): la somme des aires identifiées par des minuscules est égale à la somme des aires identifiées par des majuscules

Un disque découpé en 8 secteurs par 4 droites concourantes formant entre elles des angles de 45°, comme on le voit sur la figure ci-contre, a une aire égale à deux fois l'aire obtenue en prenant un secteur sur deux. Ce cas particulier du théorème de la pizza a été montré par le calcul en 1968, mais une preuve sans mot en a été donnée en 1994.

## Peut-on parler de démonstration?

Une preuve sans mots de la dénombrabilité de N×N.

Les preuves sans mots constituent-elles des démonstrations au sens mathématique de ce terme ? La question mérite d'être posée, compte tenu de résultats manifestement absurdes obtenus par certaines preuves visuelles, comme celles que l'on trouvera dans l'article paradoxe du carré manquant, et qui reposent souvent sur des illusions d'optique.
Elles constituent cependant souvent, quand elles n'ont pas vocation à piéger un lecteur, une démonstration aisément accessible sans le bagage nécessaire à une démonstration rigoureuse.
Elles permettent enfin souvent de construire une véritable démonstration en explicitant et en généralisant ce qu'on a compris en observant la figure, puisqu'il s'agit, selon George Pólya, de « d'abord imaginer, ensuite prouver »